# Saint-Léger-des-Aubées
Saint-Léger-des-Aubées is een gemeente in het Franse departement Eure-et-Loir (regio Centre-Val de Loire) en telt 237 inwoners (1999). De plaats maakt deel uit van het arrondissement Chartres.

## Geografie
De oppervlakte van Saint-Léger-des-Aubées bedraagt 13,4 km², de bevolkingsdichtheid is 17,7 inwoners per km².
De onderstaande kaart toont de ligging van Saint-Léger-des-Aubées met de belangrijkste infrastructuur en aangrenzende gemeenten.

## Demografie
Onderstaande figuur toont het verloop van het inwonertal (bron: INSEE-tellingen).